# Şeydūn
Şeydūn (persiska: صِيدان, صیدون) är en ort i Iran.   Den ligger i provinsen Khuzestan, i den centrala delen av landet, 500 km söder om huvudstaden Teheran. Şeydūn ligger 963 meter över havet och antalet invånare är 5 439.
Terrängen runt Şeydūn är bergig österut, men västerut är den kuperad.Runt Şeydūn är det ganska tätbefolkat, med 52 invånare per kvadratkilometer. Şeydūn är det största samhället i trakten. Omgivningarna runt Şeydūn är i huvudsak ett öppet busklandskap.